# Ням-Осорын Туяа
Ням-Осорын Туяа (монг. Ням-Осорын Туяа; род. 1958) — монгольская женщина-политик, и.о. премьер-министра Монголии c 22 по 30 июля 1999 года.
Занимала должность министра иностранных дел в правительстве Национально-демократической партии Монголии с 1998 г. (премьер-министром был Жанлавын Наранцацралт). Когда правительство ушло в отставку, временно исполняла обязанности премьер-министра, пока новым главой правительства не был назначен Ринчиннямын Амаржаргал. Затем была министром иностранных дел (21 декабря 1998 — 9 августа 2000) в новом правительстве вплоть до поражения демократов на выборах 2000 г. На этих выборах она не попала в парламент и вскоре ушла из политики.